# Nichifor Tarara
Nichifor Tarara (ur. 12 marca 1936) – rumuński kajakarz i wioślarz, olimpijczyk.

## Kariera sportowa
Zdobył brązowy medal w wyścigu kanadyjek jedynek (C-1) na dystansie 10 000 metrów (przegrywając jedynie z reprezentantem Związku Radzieckiego Giennadijem Bucharinem i Jiřím Vokněrem z Czechosłowacji) na mistrzostwach świata w kajakarstwie w 1958 w Pradze.
Wystąpił w zawodach wioślarskich, w czwórce bez sternika, na igrzyskach olimpijskich w 1964 w Tokio, gdzie wraz ze swymi kolegami zajął 3. miejsce w finale B (9. miejsce w ogólnej klasyfikacji).